# Minna Aaltonen
Minna Kaisa Aaltonen (* 17. September 1966 in Turku; † 11. September 2021) war eine finnische Filmschauspielerin und Moderatorin.

## Leben
Minna Aaltonen war die Tochter der Theaterschauspielerin Leena Takalan. Aaltonen studierte 1987 bis 1990 an der Mountview Academy of Theatre Arts in London. Bekannt wurde sie 1993 als Moderatorin der Fernsehshow Gladiaattorit.
Ab 1995 spielte sie in der Serie Kotikatu und ab 1996 in London’s Burning. 1997 spielte sie eine Nachrichtensprecherin in James Bond 007 – Der Morgen stirbt nie. Ab 2001 spielte sie „Vlad“ in der Serie Lexx – The Dark Zone.
Sie starb im Alter von 54 Jahren an den Folgen einer Operation.

## Filmografie (Auswahl)
- 1990: Porttikielto taivaaseen
- 1991: Army of Zombies (Kadunlakaisijat)
- 1991: Vääpeli Körmy ja vetenalaiset vehkeet
- 1993: Äidin tyttö
- 1993–1994: Gladiaattorit (Fernsehsendung, 32 Folgen)
- 1995–1996: Kotikatu (Fernsehserie, 23 Folgen)
- 1996: Wolken ziehen vorüber (Kauas pilvet karkaavat)
- 1996–1999: London’s Burning (Fernsehserie, 20 Folgen)
- 1997: James Bond 007 – Der Morgen stirbt nie (Tomorrow Never Dies)
- 1998–1999: Dream Team (Fernsehserie)
- 2001–2002: Lexx – The Dark Zone (LEXX, Fernsehserie, 7 Folgen)
- 2012: The World of Hemingway